# نوبة الرصد
نوبة الرصد هي واحدة من النوبات الأندلسية الأحد عشر التي لا زالت محفوظة وتؤدى من طرف الفرق الموسيقية الأندلسية في دول المغرب الكبير، خاصة المغرب والجزائر وتونس وليبيا. نوبة الرصد من النوبات التي تعبر عن الحزن، وتسمى أيضا نوبة العبيدي أو الكناوي نسبة للعبيد والزنوج، حيث أنها مزيج بين النغمات العربية والزنجية، وتعزف في كل وقت يناسب حالة الحزن والشجون من الحب الذي لا حيلة فيه للإنسان المصاب به.

## تاريخ وطبوع نوبة الرصد
تحتوي نوبة الرصد على أربعة طبوع مندمجة في نوبة واحدة وهي: طبع الرصد، وطبع الحصار، وطبع المزموم، وطبع الزيدان.

### طبع الرصد
طبع الرصد هو فرع من الماية واسمه في الحقيقة رأس الماية كما يسمى أيضا رصد الماية.
المستخرج له هو محمد بن الحارث -الخزاعي- نديم هارون الرشيد الذي كان يقول: «نسبة هذا الفرع من أصله كنسبة السكر من قصبه» وكان مولعا بهذا الطبع.
مقام طبع الرصد هو الماية أي صوت «ري» (الدرجة الثانية في السلم الموسيقي) وسلمه خماسي فقط حيث انه خال من صوت فا وصوت سي إلا ما كان طارئا في بعض الأحيان.

### طبع الحصار
طبع الحصار هو فرع من الزيدان ويسمى بالحصار لانحصار نغمته في صوت منشده استخرجه عنان بن مدرك اليمني. ومقامه هو صوت ري. تحتوي قطعه على كثير من صوت فا.

### طبع المزموم
طبع المزموم هو من أصول النغم وينسب إلى وتر الحسين (لا) قيل استخرجه رجل يسمى سير بن عناد من بلاد سوس.
وقيل رجل يسمى سنان بن عنان من المغرب.والمعروف أن الذي أطلق عليه الاسم هو الجواد بن حاتم.وسبب ذلك ان الذي يكون في بطنه قطع لا يقدر على النشيد به. ونغمته حادة وألحانه رقيقة. ومقام المزموم المستعمل هوصوت «صول» ويحتوي على صوت «فا» ملونة.

### طبع الزيدان
طبع الزيدان هو من أصول النغم وهو ينسب إلى الوتر المسمى بالرمل (صول) استخرجه رجل يدعى «هبة الله بن معاذ الحبشي». وقد ذهب بعض أهل الغناء إلى أنه لم يبق لنغمته وجود.وهذا مخالف للواقع فلا يزال يوجد «إنشاد الزيدان» وبه أمكننا أن نفرق بين طبع الزيدان وطبع الرصد. ذلك أن بالزيدان أصوات ملونة (كأصله الماية). ومقام الزيدان هو صوت «ري» ويحتوي على الأصوات الملونة «مي» و «فا».

## ميازين نوبة الرصد
تشتمل نوبة الرصد على خمسة ميازين، وهي:
- ميزان بسيط الرصد
- ميزان قائم ونصف الرصد
- ميزان ابطايحي الرصد
- ميزان درج الرصد
- ميزان قدام الرصد

## كتب حولها
تطرقت عدة كتب إلى النوبات الأندلسية عامة ولنوبة الرصد خاصة. من الكتب التي اهتمت بنوبة الرصد نجد:
- كناش الحائك - محمد بن الحسين الحائك
- من وحي الرباب - عبد الكريم الرايس
- نوبة الرصد (تدوين وفق رواية وآداء المرحوم مولاي احمد الوكيلي) - يونس الشامي (2009)[4]

## وصلات خارجية
- الأشعار الكاملة لنوبة الرصد